# Carolin Kreber
Carolin Kreber (* 1965) ist eine deutsche Hochschuldidaktikerin und Professorin, die im Department Bildung der Cape Breton University in Kanada arbeitet. Ihre Arbeitsschwerpunkte liegen in der Erwachsenenbildung, Hochschuldidaktik sowie auf Themen professionellen Handelns. Sie ist außerdem auf theoretische und sozialphilosophische Themen, insbesondere Ethik und Authentizität in der Hochschuldidaktik, spezialisiert.

## Werdegang und Arbeitsschwerpunkte
Carolin Kreber studierte Lehramt mit den Fächern Geschichte und Englisch an der Pädagogischen Hochschule Freiburg. Ihren Master schloss sie 1993 in Erwachsenenbildung und Curriculumtheorie an der Brock University in Kanada ab. Im Jahr 1997 promovierte sie in der Hochschuldidaktik am Ontario-Institut für Bildungsforschung (Ontario Institute for Studies in Education) der Universität Toronto, Kanada. Dort lehrte sie auch in den Bereichen Erwachsenenbildung und Forschungsmethoden. Nach der Promotion war sie zunächst Tenure-Track-Professorin für Erwachsenen- und Höhere Bildung an der Universität Alberta, in Edmonton, Kanada. Ab 2005 war sie Professorin an der Universität von Edinburgh in Schottland. Seit 2015 forscht und lehrt sie an der Cape Breton University in Kanada.
Carolin Kreber beschäftigt sich insbesondere mit theoretischen Fragen von Hochschulbildung, wobei sie unter anderem auf philosophische Konzepte und Positionen, etwa Tugenden (engl. virtues) oder Authentizität zurückgreift. So hat sie 2013 ein Buch über Authentizität in der Hochschullehre publiziert, das eine eigene Interpretation von Scholarship of Teaching and Learning vorlegt. Ihre Arbeitsschwerpunkte liegen in den Bereichen Lehren und Lernen in der Hochschulbildung, transformativer Bildung, Bildung und Gesellschaft und dem Scholarship of Teaching and Learning.

## Publikationen (Auswahl)

### Monographien
- C. Kreber: Educating for Civic-Mindedness. Routledge 2016.
- C. Kreber: Authenticity in and through Teaching in Higher Education. Routledge, 2013.
- C. Kreber (Hrsg.): The University and its Disciplines: Teaching and Learning within and beyond disciplinary boundaries. Routledge, 2008.
- C. Kreber, C. Anderson, N. Entwistle, J. MacArthur (Hrsg.): Advances and Innovations in University Assessment and Feedback. Edinburg University Press, 2014.

### Zeitschriftenartikel
- C. Kreber: The ‘Civic-minded’ Professional? An exploration through Hannah Arendt’s ‘vita activa’. In: Educational Philosophy and Theory. Band 48, 2016, S. 123–137.
- C. Kreber: Reviving the ancient virtues in the scholarship of teaching, with a slight critical twist. In: Higher Education Research & Development. Band 34, 2015, S. 568–580.
- C. Kreber: The Transformative Potential of the Scholarship of Teaching. In: Teaching and Learning Inquiry: The ISSOTL Journal. Band 1, 2013, S. 5–18.
- C. Kreber: Academics’ teacher identities, authenticity and pedagogy. In: Studies in Higher Education. Band 35, 2010, S. 171–194.
- C. Kreber: Courage and Compassion in the Striving for Authenticity: States of Complacency, Compliance, and Contestation. In: Adult Education Quarterly. Band 60, 2010, S. 177–198.
- C. Kreber: Developing the Scholarship of Teaching Through Transformative Learning. In: Journal of the Scholarship of Teaching and Learning. Band 6, 2006, S. 88–109.
- C. Kreber, M. Klampfleitner, V. McCune, S. Bayne, M. Knottenbelt: What Do You Mean By “Authentic”? A Comparative Review of the Literature On Conceptions of Authenticity in Teaching. In: Adult Education Quarterly. Band 58, 2007, S. 22–42.
- C. Kreber: Teaching Excellence, Teaching Expertise, and the Scholarship of Teaching. In: Innovative Higher Education. Band 27, 2002, S. 5–23.
- C. Kreber, P. Cranton: Exploring the Scholarship of Teaching. In: The Journal of Higher Education. Band 71, 2000, S. 476–495.